# 쿠바 구딩 주니어
큐바 구딩 주니어(Cuba Gooding, Jr., 영어 발음: /ˈkjuːbə/, 1968년 1월 2일 ~ )는 미국의 배우이다. 《제리 맥과이어》(1996)로 1997년 제69회 아카데미상에서 남우조연상을 수상하였다.

## 출연 작품

### 영화
- 보이즈 앤 후드 (1991)
- 어 퓨 굿 맨 (1992)
- 킬러 나이트 (1993)
- 아웃브레이크 (1995)
- 제리 맥과이어 (1996)
- 이보다 더 좋을 순 없다 (1997)
- 천국보다 아름다운 (1998)
- 칠 팩터 (1999) - 알로 역
- 인스팅트 (1999)
- 맨 오브 오너 (2000)
- 진주만 (2001)
- 노 브레인 레이스 (2001)
- 파이팅 템테이션스 (2003)
- 카우 삼총사 (2004) - 애니메이션
- 라디오 (2003)
- 아메리칸 갱스터 (2007)
- 레드 테일스 (2012)
- 버틀러: 대통령의 집사 (2013)
- 셀마 (2014) - 프레드 그레이 역
- 프리덤 (2014, Freedom) - 새뮤얼 역
- 우리의 마지막 1년 (2020, Life in a Year)

### 텔레비전
- O. J. 심슨 파일: 아메리칸 크라임 스토리 (2016)
- 아메리칸 호러 스토리: 로어노크 (2016)

### 공연
- 시카고 (2018)

## 수상 경력
- 1996년 제9회 시카고비평가협회상 남우조연상
- 1996년 제1회 새틀라이트시상식 남우조연상
- 1997년 제2회 크리틱스초이스 남우조연상
- 1997년 제3회 미국배우조합상 영화부문 남우조연상
- 1997년 제69회 아카데미시상식 남우조연상
- 1997년 아메리칸코미디어워즈 가장재미있는 남자조연배우상
- 1997년 블록버스터엔터테이먼트어워즈 가장좋아하는 코미디/로맨스부문 남자조연배우상
- 1999년 블록버스터엔터테이먼트어워즈 가장좋아하는 코미디/로맨스부문 남자조연배우상
- 2003년 NAACP이미지어워드 영화부문 남우주연상
- 2009년 NAACP이미지어워드 TV영화미니시리즈/드라마틱스페셜부문 남우주연상
- 2012년 NAACP이미지어워드 TV영화미니시리즈/드라마틱스페셜부문 남우주연상